# Wehrkapelle Arnum

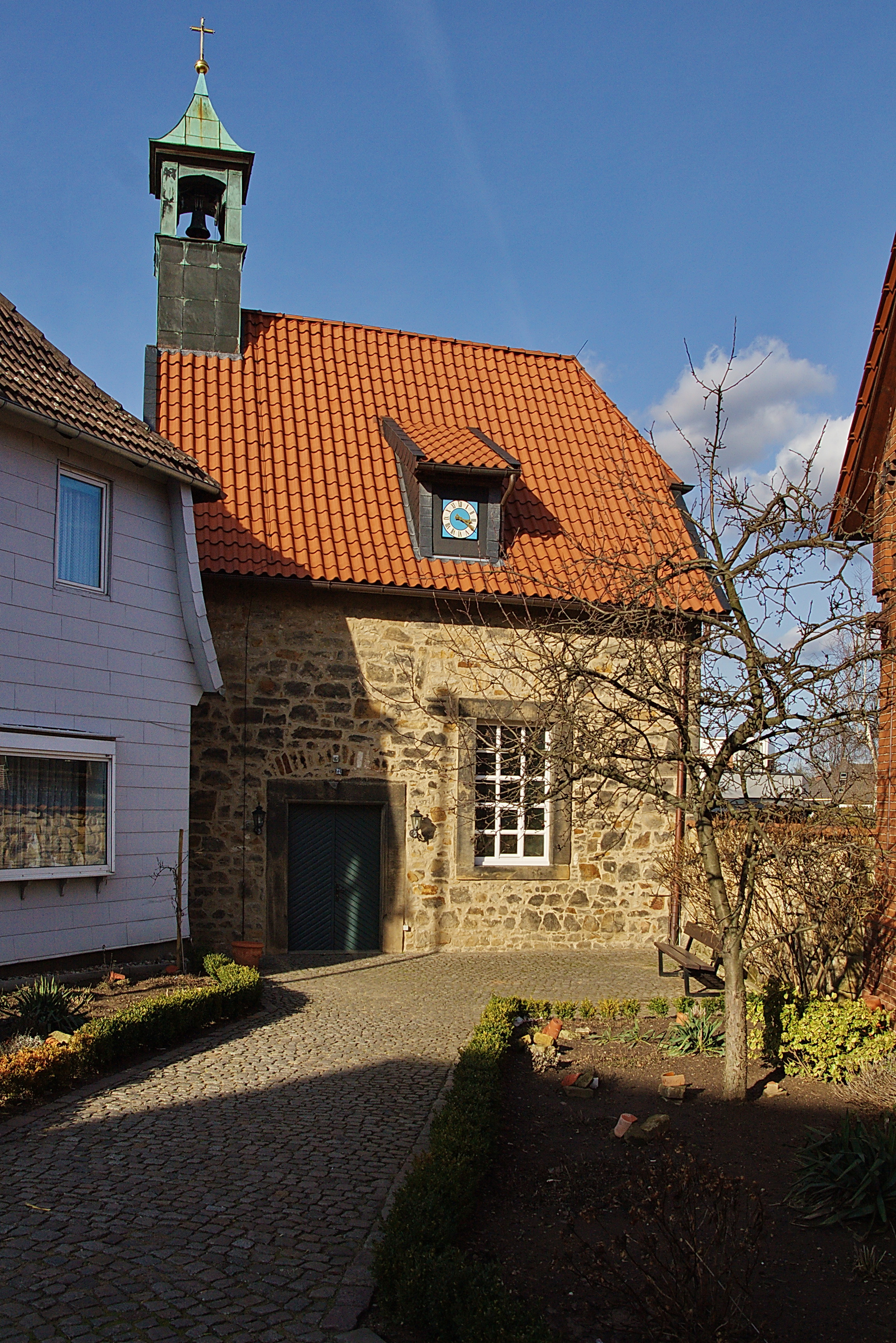
Wehrkapelle Arnum

Die Wehrkapelle Arnum ist ein denkmalgeschütztes Sakralgebäude in Arnum, einem Stadtteil von Hemmingen in der Region Hannover in Niedersachsen. Die Kapellengemeinde gehört zum Kirchenkreis Laatzen-Springe der Evangelisch-lutherischen Landeskirche Hannovers.

## Beschreibung
Die Kapelle wurde um 1400 vermutlich als Wachturm innerhalb einer großen Hofanlage aus Bruchsteinen erbaut und diente sakralen wie auch profanen Zwecken. Dieser Bautyp war südlich von Hannover verbreitet und findet sich noch heute in den Nachbarorten und -dörfern Hemmingen, Devese und Harkenbleck. Die Kapelle in Arnum diente neben der Vornahme von kirchlichen Handlungen als Zufluchtsort für die Dorfbewohner. Davon zeugen noch heute die Beobachtungsschlitze an den Seitenwänden. In einem Zwischengeschoss wurden Saatgut und wertvolle Gegenstände der Dorfbewohner 
von Arnum gelagert, da der Steinbau sicherer war als die Holzbauten der Dorfbewohner. In dieser Zeit war die Kapelle zweigeschossig. Die Kapelle lag an einer Handelsstraße, die Nord- und Süddeutschland verband. Auf der alten Trasse verläuft heute in Höhe von Arnum die Bundesstraße 3.
In einem Eintrag im Amtslagerbuch des Amtes Calenberg wird die Kirche 1568 als Maria Magdalena-Kirche bezeichnet. Im Dreißigjährigen Krieg plünderten 1626 Tillys Truppen die Kapelle und setzten sie in Brand. Nach dem Dreißigjährigen Krieg wurde 1658 die Geschossdecke beseitigt und eine Empore eingezogen. 1720 wurden die Öffnungen der Fenster und des Portals vergrößert und erhielten Gewände aus Sandstein. Aus dem Satteldach, das im Osten einen Krüppelwalm hat, erhebt sich im Westen ein quadratischer Dachreiter, in dessen offener Laterne die Kirchenglocke hängt. Die Glocke mit 44 cm Durchmesser wurde 1643 durch Ludolf Siegfriedt gegossen und trägt die Inschrift „Lobet ihn mit hellem wohlklingenden Cimbeln“. 1804 wurde sie in den neuen Glockenstuhl umgesetzt und im Ersten Weltkrieg nicht eingeschmolzen (→ Glockenfriedhof). Seit 1913 hat sie einen elektrischen Antrieb.
Der Innenraum ist mit einer Holzbalkendecke überspannt. Zur Kirchenausstattung gehört ein Blockaltar, auf dem ein Altarretabel mit dem Gekreuzigten steht. Ein weiteres Altarretabel von 1729 steht an der Seitenwand.
Die 1872 auf der Empore errichtete Orgel wurde 1905 durch ein Harmonium ersetzt. 1985 wurde ein Positiv mit drei Registern und einem Manual aufgestellt.

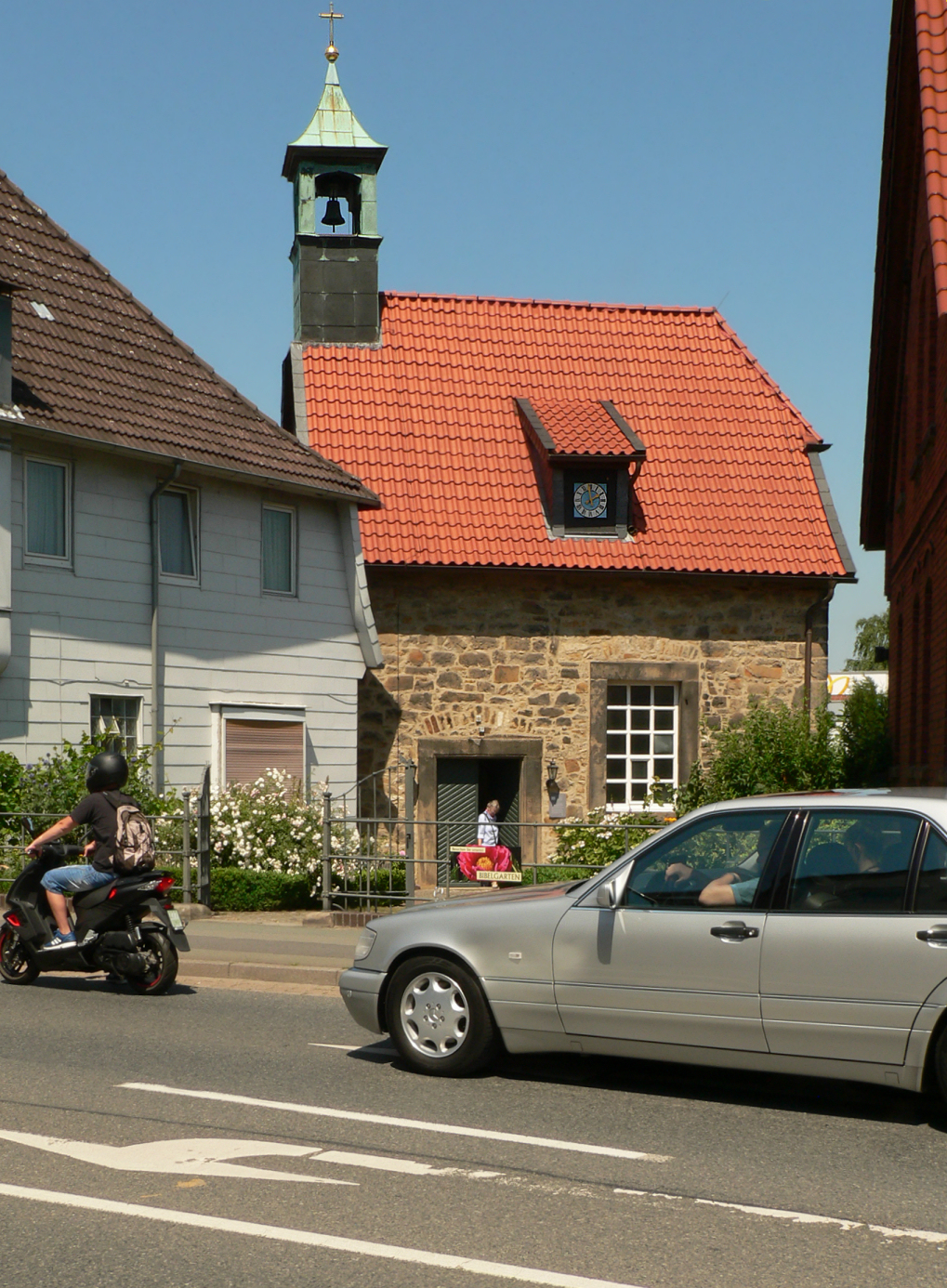
Lage direkt an der Bundesstraße 3
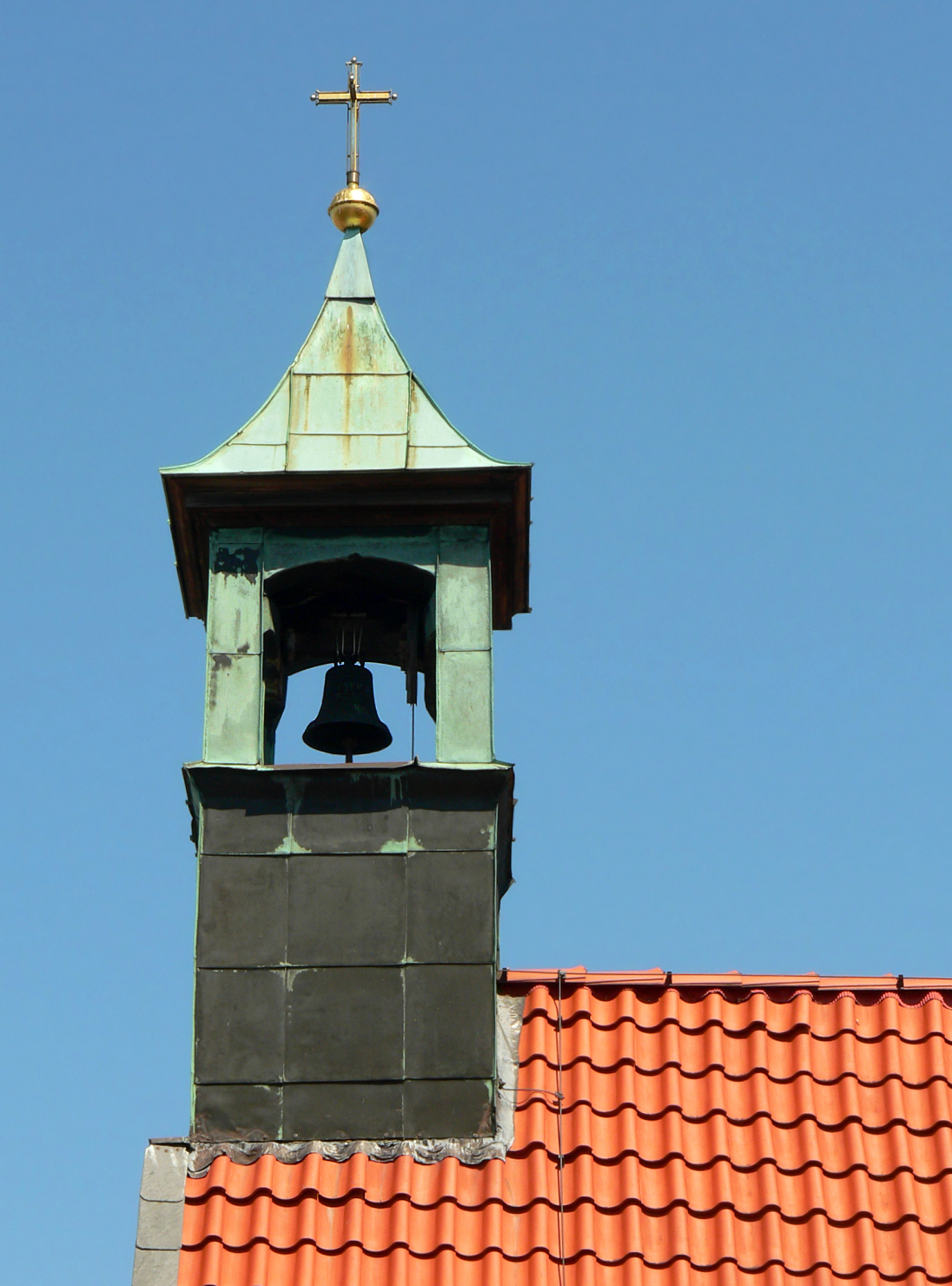
Dachreiter mit Glocke
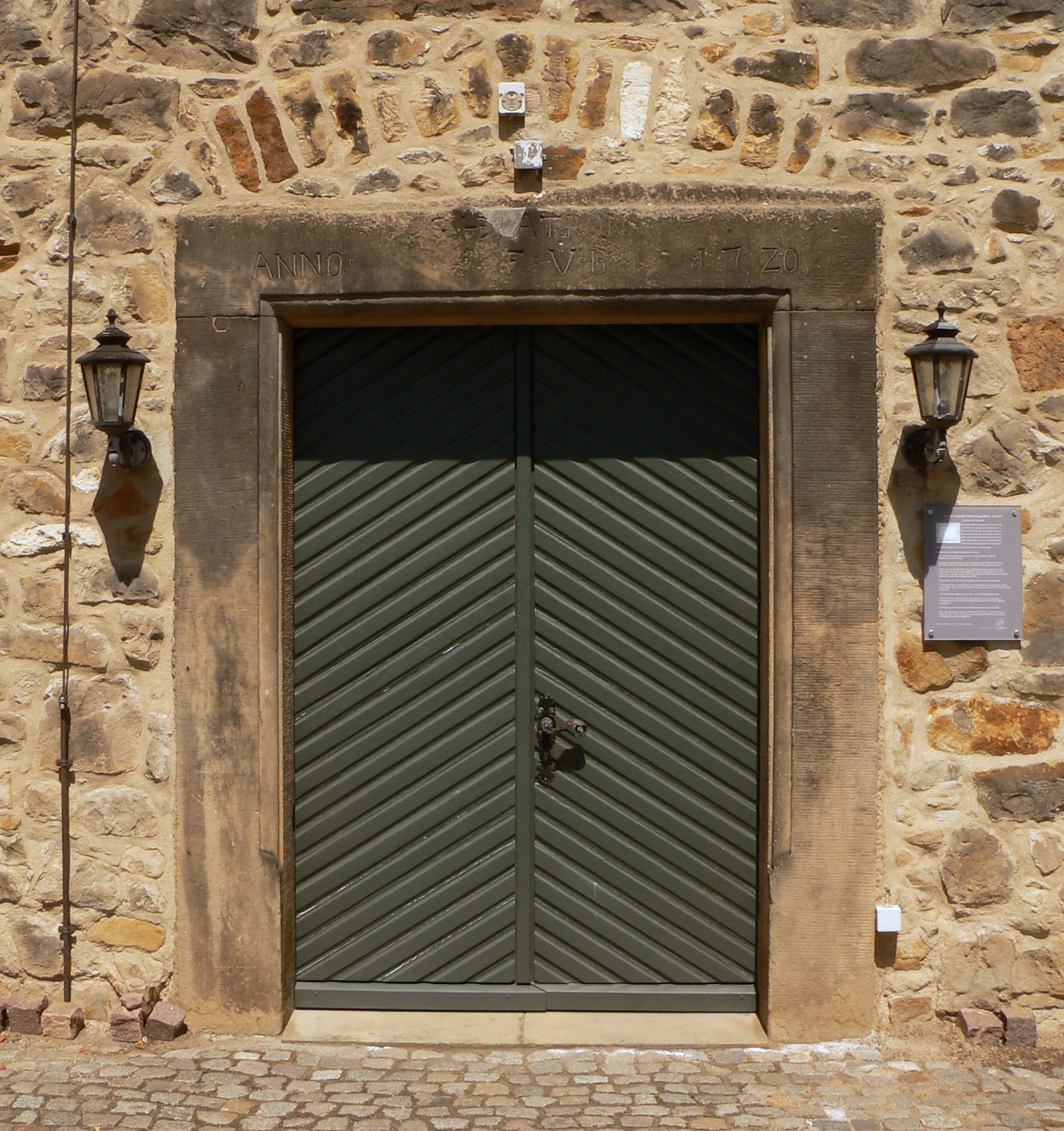
1720 umgestalteter Eingang
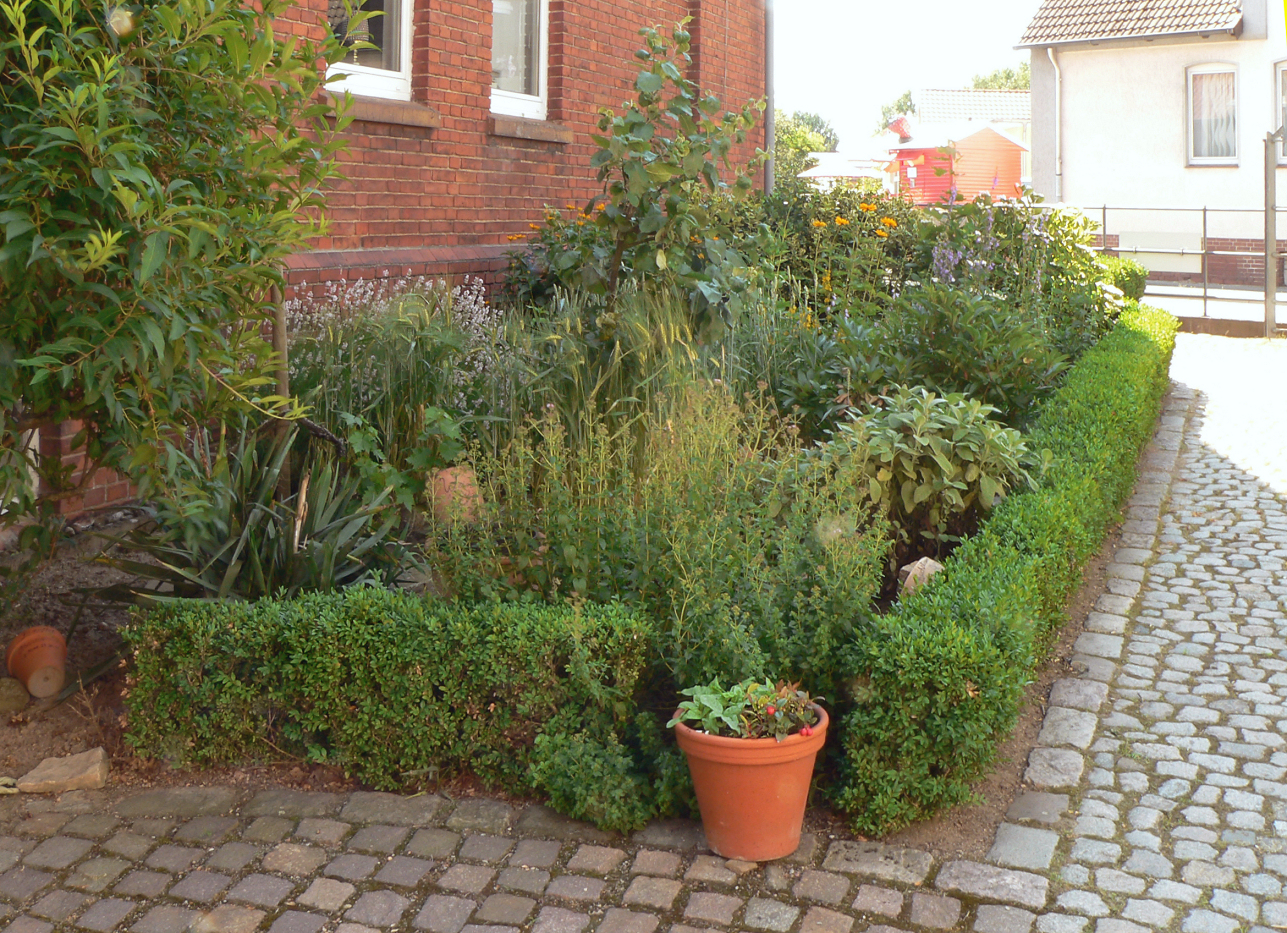
Bibelgarten
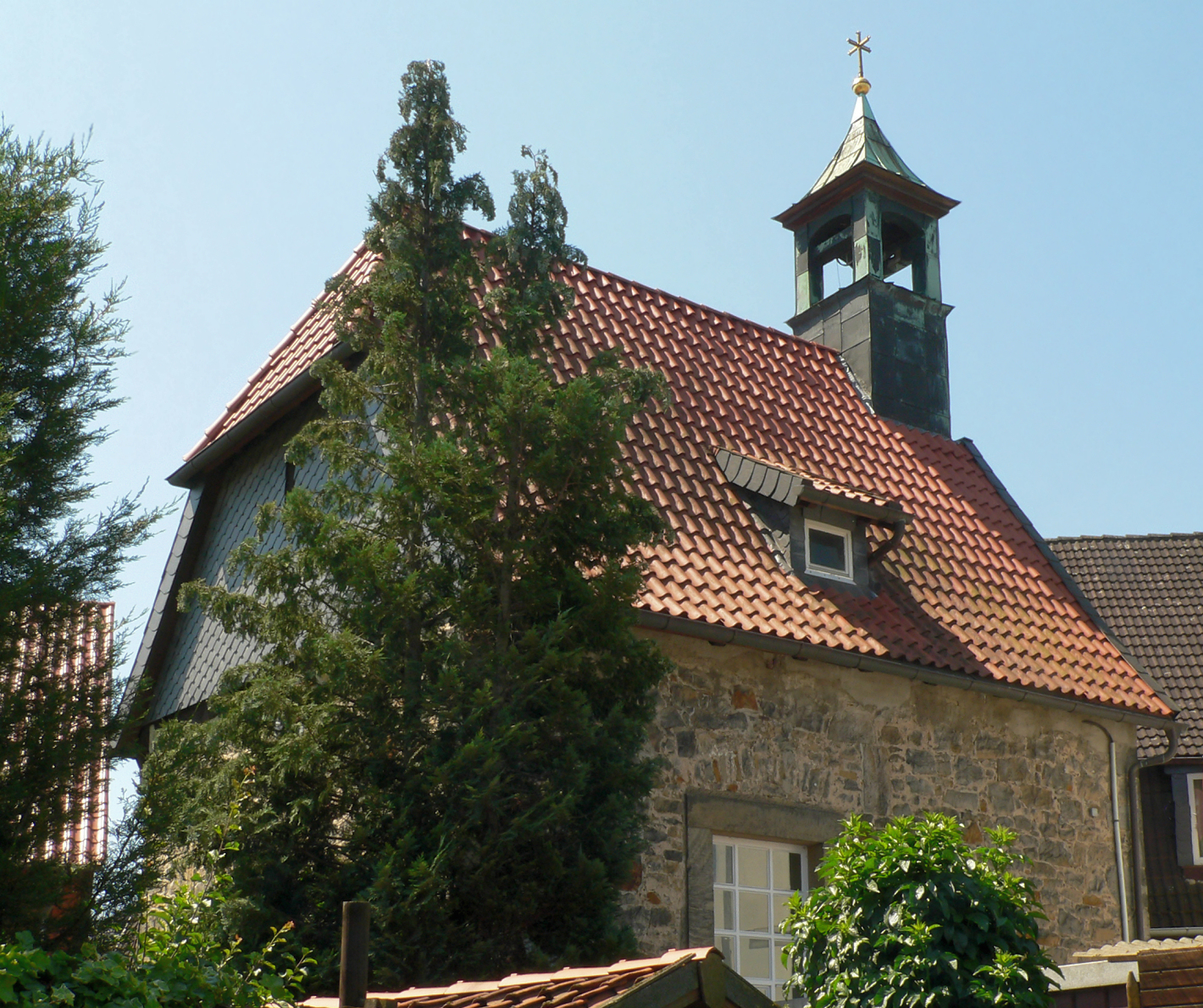
Rückansicht

## Nutzung
1968 wurde die Kapelle wegen Baufälligkeit geschlossen. Mit dem Bau eines Gemeindezentrums im Ort wurde sie auch nicht mehr gebraucht. Sie wurde 1985 vom Förderverein der Kapelle saniert. 2001 gründete sich der Förderverein der Wehrkapelle Arnum, um das Bauwerk zu erhalten und es durch Veranstaltungen zu nutzen. Seither finden in der 60 Personen Platz bietenden Kapelle Trauungen, Taufen, Vorträge, Feiern und ökumenische Andachten  statt. Der Vorgarten der Kirche ist als ein kleiner Bibelgarten mit Pflanzen gestaltet, die in der Bibel genannt werden.